# 禁煙
禁煙又稱控煙、煙草控制，是一種公共卫生政策，包括對在工作間和公眾地方吸煙的立法管制和工作健康安全規管以及設立無煙工作間、禁止室內吸煙。由于大多数香菸、雪茄和水煙都含有烟草，因此限制香菸、雪茄和水煙的吸食是控煙的目標。另外雖然電子煙本身不含烟草，但通常含有尼古丁，所以控制電子煙的吸食也是控煙的目標。控煙是世界卫生组织的優先事項之一，世界卫生组织為此制定了《烟草控制框架公约》。
禁煙的目的是減少吸菸人數、吸煙率以及吸煙行為，降低他們吸入二手煙甚至是三手菸的可能，从而降低吸菸造成的发病率和死亡率，減少醫療衛生的成本。 二手菸會增加罹患心臟病、癌症、呼吸系統疾病和其他急性、慢性疾病的機率。 二手菸害甚至比一手菸嚴重，吸菸者造成的煙霧，對周遭的人造成的傷害比對吸菸者造成的傷害還要大。禁煙的另外一些理據是減少易燃物堆积场所火災的風險；增強制造食物和藥物時的衛生；減少法律責任；減少通風系統需要的能源；減少廢物量等等。同時禁煙也可減少員工請假之機會及增加戒菸率。
禁菸政策的終極目標是在法律上將菸草視為毒品；鴉片、安非他命、古柯鹼等毒品，曾與菸草一樣可以合法濫用，但在全球的共識與努力下，成功的讓許多合法濫用者脫離毒癮、並將其非醫療使用及濫用視為毒品、合法使用則限縮在受嚴格規管的醫療用途。

## 歷史
烟草传入欧洲后不久，就有人開始控煙。1590年，仅在位12天的教皇烏爾班七世展開了歷史上有记录的第一次公開禁煙。他禁止人們在教堂內吸煙 ，並且聲稱會把所有「在教堂的走廊和裡面，以咀嚼、用煙斗、用鼻吸入粉末形式吸煙」的人逐出教會。
1604年，英國國王詹姆士六世及一世反對人們吸煙。
中國明朝政府也曾命令禁烟。1639年崇祯帝下令“吃烟者死”，规定凡种烟和吸烟者均处以死刑。这是中国最早的禁烟令；清康熙皇帝也曾下令禁菸，清乾隆皇帝的太醫告知乾隆皇帝他咳嗽的原因是吸菸傷肺，乾隆戒菸後也停止咳嗽；中國在清朝初年就有許多醫師認為吸菸有害，並將其寫在醫書中。
17世纪末，巴伐利亚州、薩克森選侯國和奥地利的某些地区開始控煙。1723年、1742年、1744年， 柏林、柯尼斯堡、什切青當局相繼出台命令禁止人們吸烟。1848年革命後這些吸煙限制命令均被废除。 
納粹党也曾經在德国推行禁菸運動，在當時已經有相當的科學證據（肺癌与吸烟之間的關係）支持禁菸政策，當時德國科學家對菸害的研究也領先全球，但納粹宣傳禁菸的理由也包括種族歧視；此運動在納粹滅亡以後暫停，德國人對於納粹的反感也導致禁菸運動取得的成果大大倒退，到了二十世紀末期，德國都無法達到納粹時期的反菸績效。
20世紀後期，公眾對指出二手煙有害的研究日益關注，煙草商展開了「好意提醒」運動。他們透過傳媒和立法向大眾宣傳關注「調節」。一些意見鼓勵州政府設立分隔吸煙區。
以上提及的禁煙只是在一些城市和國家各自推行。1998年，加利福尼亞州推行全面禁煙後，也鼓勵鄰州推行。自此，越來越多州份和國家頒佈法令，在室内空间、工作场所、酒吧、餐館、居住社區全面禁煙。現時，美國共有34個州頒佈了不同形式的禁煙令。

## 禁煙的理據

### 吸煙和二手煙大幅增加患病、提早死亡及心臟病發作的風險
在美國，每年大約有50萬人死於惡性腫瘤、肺氣腫和其他疾病，研究發現吸入二手煙和直接吸煙帶來同樣的健康問題，例如阳痿（吸煙導致阳痿的原因在於其會促使動脈硬化）肺癌、心血管疾病，和哮喘、支氣管炎等呼吸系統疾病。。特別地，meta分析顯示有在家吸煙的伴侶的長期非吸煙者，患上肺癌的風險較平常高20至30%，而那些在可吸煙工作間的風險高出16至19%。，最新的研究也顯示，一些糖尿病可以歸咎於二手菸。吸煙导致y。吸煙導致勃起功能障礙的原因在於其會促使動脈硬化。
一個世界衛生組織在2002年的調查斷定，非吸煙者和吸煙者面對同樣致癌物。. 二手煙含有超過4000種化學物，包括69種已知致癌物，如甲醛、鉛、砷和苯，煙草商及反菸人士的研究還指出二手煙中多種致癌物的濃度，比一手煙中的更高。
許多地方的統計資料顯示，當禁止在公共場所吸菸後，心臟病等疾病的發病率立即大幅下降。

### 二手菸危害並不少於強迫他人吸毒
目前越來越多的研究證實菸品的傷害性及成癮性與許多毒品比較也差不多甚至更強烈，再加上二手菸比一手菸毒的現象，因此讓他人吸二手菸其實跟強迫他人吸毒沒什麼兩樣，強迫他人吸毒在多數國家都是重罪，許多輿論也支持處死刑。

上圖可以顯示，合法毒品菸（tabacco）酒（alcohol）的傷害性及成癮性其實不低。資料來自權威醫學期刊：The Lancet。（縱軸是成癮性、橫軸是傷害性）

### 二手菸比不少黑心商品更毒
在2011年台灣塑化劑事件時，有醫生指出依照統計數據，吸菸及二手菸的毒性等級及造成的傷害超過塑化劑污染。比菸害輕微的污染事件就造成全臺恐慌、大規模的食品回收、許多臺灣食品也被各國禁止進口、而黑心商人也是先羈押及扣押財產再說，政府也為了預防塑化劑被黑心商人濫用而提高管制等級。過去中國發生三聚氰胺污染食品事件時，全球也禁止進口多項中國食品，也有黑心商人因此遭到處決。
只要吸菸者稍微不注意，就會強迫他人吸入二手菸，因此受害人數比所有黑心商品多，受害程度也超過不少黑心商品。但是商品管制及菸害處罰比其他黑心商品/危險化學物質寬鬆太多，菸害製造者也很少受到刑事處罰，這是非常不合理的現象。

### 空氣質素
酒吧和餐館禁止吸煙後，空氣質素明顯比禁煙前改善了。比如說，美國疾病控制與預防中心網站上的一個調查就指出，紐約州的法例禁止封閉工作間和公眾地方後，紐約州西部旅遊地點的可吸入懸浮粒子的水平顯著下降了。一些地方在法例通過前允許吸煙，包括一些只有少量由附近傳來的二手煙的地方，而這些地方的可吸入懸浮粒子水平也下降了。 疾病控制與預防中心類似的研究也指出禁煙改善空氣質素。
一個2004年的研究指出，在仍未頒佈禁煙法案的新澤西州，酒吧和食肆內的空氣污染，比已禁煙的鄰近城市紐約嚴重九倍。
研究亦顯示空氣質素得到改善，使僱員減少有有毒物影響。 在挪威一些已禁煙的機構，吸煙和不吸煙的員工尿內的尼古丁水平都較禁煙前改善（下降）了。

### 三手菸危害（菸害具有超乎想像的持久性及擴散性）
近來對於菸害研究的結果顯示，吸菸者在他身上及吸菸處留下的菸害可以持續數小時到數月不等，例如就算吸菸父母堅持不讓子女吸二手菸、他們身上仍會殘留菸害而且藉由接觸傳送到子女身上，而沾過二手菸的地板及家具、在一定時間內仍然可以驗出菸害。
因此禁菸區的定義已經不只是不能有二手菸而已，該區域必須在一大段時間內（要達數個月甚至數年）都沒受到二手菸污染；這樣才能確保真正無菸害。

### 損害生態
許多吸菸者會亂丟煙蒂，煙蒂很容易流入生態系，煙蒂內含大量尼古丁，對多數動物來說是大規模毀滅性武器，而許多動物（包含嬰兒）會誤食煙蒂，除了高量尼古丁造成的致命危機外，也有與誤食塑膠一樣的危險。另外，燃烧的烟蒂亦可能引致山火。在部分區域，菸蒂丟置下水道被視為合情合理，但很可能造成水道阻塞，進而引發水患，塗炭生靈。因此重罰亂丟煙蒂有嚴格執行的必要性，如想要釜底抽薪最好是戒菸或是吸菸者攜帶菸灰缸。
烟草种植对环境的负面影响。首先，它导致森林砍伐，大约5%的全球森林砍伐与烟草种植有关，每生产300支香烟/1.5条香烟就会损失一棵树。砍伐森林不仅导致气候变化和生物多样性丧失，还会造成土壤侵蚀和水污染。其次，烟草种植需要大量化肥，导致土壤退化和污染，一些化肥甚至含有放射性物质，这些物质会转移到吸烟者和二手烟接触者的肺部。此外，烟草种植还消耗大量水资源，加剧水资源短缺。农药的过度使用污染水源，危害野生动物，并对烟农的健康构成威胁，尤其是在发展中国家，烟农可能缺乏安全防护知识，童工现象也十分普遍。烟草生产还会排放大量温室气体，加剧气候变化，烟草废弃物污染海洋、河流、土壤和城市环境。发展中国家的烟草种植还面临粮食安全问题，宝贵的水和农田被用于种植烟草而非粮食。总体而言，烟草种植对环境和人类健康都造成了严重损害，需要采取措施减少其负面影响。

### 公共安全
香煙是許多火災的起因，隨意拋棄的未熄煙頭容易造成起火。土耳其最大城市伊斯坦堡2003年共發生6528起火災，而因未妥善處理煙蒂而引起達3517起；據澳洲聯邦衛生署的統計，超過一半的家庭火災是由香煙引起的，同時7%-30%的森林火災也是由香煙所引起。

## 公共卫生
重度吸烟者往往有上呼吸道疾病，需要常常吐痰，污染公共环境并传播疾病。随地乱丢的烟头也增加了环卫负担。

### 經濟問題與剝削窮人
世界衛生組織指出，窮人比富人吸煙更多，有80%的吸煙者，是中低收入國家的人民，而窮人收入已經偏低，若再將其中一部份挪去買煙，將對他們的生活處境產生更嚴重的威脅。部份第三世界國家，如馬拉威，由於經濟過度依賴煙草出口，壓縮到國內糧食作物的種植，因而發生糧食不足的危機。

## 批評
批評禁煙的幾個主要理據。

### 政府干預個人生活方式及產業權
一個普遍的反禁煙論據是這種政府指令侵犯了個人及物業擁有人的權利。在禁煙爭論裡也有聲音指成年人吸煙只是一種不會傷害別人的生活方式選擇；但這個論據也有矛盾的地方：因為非吸煙者也有權選擇一個呼吸新鮮空氣的生活，尤其是二手菸具有強力的擴散性及傷害性已經成為科學共識。
一個較有力的維護吸煙權理論是：當一個物業的擁有人主動決定容許吸煙，並給予非吸煙者警告，非吸煙者就可以選擇避免進入該場所而吸入二手煙。物業的性質愈私人，這理據愈有力；例如獨身吸煙者在家吸煙、而且沒有讓二手菸飄向公共空間就完全是吸煙者自己的選擇，但在學校、醫院及非吸煙者不可避免進入的地方，這個理論就不成立。
在這兩個極端中間的例子是工作場所、對公眾開放的商店及餐廳、對小童開放的場所如保齡球場及公共泳池、不對小童開放的場所如酒吧、以及不對公眾開放的私人會所。這些是私人和公共之間界線較模糊的地方。對於工作場所，顧員並非可以輕易地自由選擇工作地點，也不能合理地期望僱員會因為工作的地點有人吸煙就辭職。而對于禁止未成年者、孕婦及哺乳婦女進入的私人會所，由於非吸煙者在加入時已經知道該場所沒有禁煙，因此情況跟在自己家中吸煙沒有大分別。
但這樣的理論還是可以禁止許多人在家吸菸、甚至禁止大多數的年輕女性及未成年照顧者吸菸及吸二手菸：父母無權要求子女忍受二手菸；而母親的子宮是所有非吸菸者都必需住十個月的地方，因此所有母親在懷孕、哺乳及懷孕前一大段時間都不能吸菸（包括二手菸），否則會嚴重侵害子女權益；況且，人在吸菸後非常長的一段時間內，身上仍然會殘留菸毒，對他人的危害仍然不小，對未成年者傷害仍大。在另一方面，近來的研究顯示，二手菸的擴散性非常強，可以危害整棟公寓的住戶，似乎到有穿牆能力的地步，因此私宅禁菸也有強烈的必要性。
最大的爭議是在商店、餐廳和酒吧。當該場所的擁有人同意容許吸煙，煙民們會認為非吸煙者就不應該進入。但非吸煙者會認為他們不應該因為某場所的空氣中含有有毒物質而不能光顧，允許這些地點吸菸也很容易傷害勞動人權；他們也指出政府通常會為了公眾健康及安全而對食肆及售賣酒精飲品的地方作出規管（例如美國就有禁止在人行道喝酒的法規）。
非吸煙者會投訴在一些宣稱有禁煙區的地方，特別是餐廳，也會因為身處在跟吸煙區沒有任何物理阻隔的禁煙區而吸入二手煙。在這種地方，吸煙區和禁煙區間只有一道虛構，實際上不存在的界線。在一些公寓大樓裡面，二手煙也很容易飄到別人家——主要是透過廁所的排氣管道及在窗口吸菸時二手煙會飄到樓上住戶。因此越來越多地方的法例只會在吸煙區跟禁煙區間有適當物理區隔的情況下容許設立吸煙區，而吸煙區的空氣也不可以循環到禁煙區中。

### 弱勢者權益
爭議中對一項規定要維護弱勢者拒絕二手菸的權利，連私人場所都必須有嚴格的禁菸規定，不但要在所有的室內場所及多數室外場所禁菸，吸菸室及吸菸區設立條件也需要相當嚴格，才能避免會吸菸的老闆侵害員工權益及服務生受到二手菸害（就算是中產階級及專業技能者，也很難做到不爽二手菸就辭職；弱勢者是連求職時都很難跳過有菸害的職場）。
嚴苛的禁菸規定看似限制了一些弱勢者的權益，但其實也保障了更多弱勢者及中產階級的健康權，況且調高菸價可以有效減少弱勢者的吸菸率。

### 經濟損失
批評者認為禁煙影響旅遊業，尤其在接鄰可吸煙區域的邊境。他們認為吸煙者會選擇一個允許吸煙的地方，或選擇完全不出外。與此同時，有些非吸煙者會選擇禁煙區，抵消對吸煙者的影響。雖然有些行業把生意減少歸咎於禁煙，但這些場所的地區整體營業額有上升跡象。
吸菸率下降已經在先進國家成為趨勢。當吸菸率下降時，越來越多人會比較喜歡在禁菸場所消費；況且許多污染製造者也會以經濟損失作為拒絕強力控制污染的藉口：若允許消費者購買空氣污染處理能力較差的車輛、允許工廠拒絕加裝高效能的污染設備、允許放寬工安及健康標準，將會造成總污染量大升、傷害公眾健康。

### 科學理據的爭議
支持禁煙的科學理據也惹來不少爭議。但近年來，支持禁菸的科學及統計學證據越來越多、越來越有力；最新的研究甚至顯示菸害的廣泛度已經超過許多反菸者的認知。
質疑二手菸危害的大多是菸槍及菸商，被指責是捍衛自己的習慣及利益而忽略科學事實。對於菸害的質疑有許多類似的對比，許多工廠經營者、車商都會質疑嚴格環保法規的必要性，但實際上這些人只是為了找理由將成本外部化。

### 還有其他污染源
許多吸菸者會以有其他污染源作為辯護，認為其他污染源及不良生活習慣造成的傷害比二手菸嚴重。但是二手菸已經被證明是微量也有害，流行病學已經證明只要禁絕二手菸就可以大幅減少健康損害（也就是說最嚴重、最廣泛、最需要立即制止的幾個污染源裡面包含二手菸害）；在實際上，許多引起全球恐慌黑心食品、需強制撤離的核污染區其邊緣的核污染問題，其毒性仍低於二手菸。
而許多研究顯示，二手菸在室內造成的污染，其傷害性超過絕大多數的室外空氣污染：例如中國也有人做過實驗，顯示二手菸在室內造成的污染遠超過空氣品質很差的北京市、也遠超過森林大火對美國丹佛造成的最大污染。而且車輛工廠等製造的各種污染，在這幾十年中已經大幅下降，但香菸排放的廢氣則變得更毒。

### 可理解的虛偽
有些國家不推行禁煙，並繼續從煙草產品中抽取稅項獲利。有學者認為這是英國不推行禁煙的一個原因，中國也遭到類似批評。然而，蘇格蘭已經有禁煙措施，預計英國其他地方也將會跟隨，而中國也開始輔導菸農轉型。

### 吸煙影響醫療福利的疑問
二手煙對健康做成的危害，和社會因此而付出的代價，都令人質疑吸煙是否「無受害人的罪行」。就社會代價而言，一些研究（捷克共和國香煙的公共財政平衡）指出，長遠來說，全面禁煙其實增加了醫療福利的總成本。這理論指出由於非吸煙者的壽命較長，故將使用較多醫療福利。有人反駁說，他們的壽命較吸煙者長，故亦繳交了更多稅款。但又有反駁指出，因為吸煙者通常在退休後才死亡，所以當吸煙者繳交的稅款開始減少時，他們的早逝反而減少了醫療系統的支出，變相增加了社會醫療福利的收入。
吸菸者還有一個看法是說，為什麼要課菸稅來補貼全民。這樣的看法完全忽略二手菸傷害他人所增加的各種成本，而臺灣公衛學者陳建仁對菸害的估計指出，菸害對臺灣造成的損失遠大於菸稅菸捐收入。

### 轉移問題
在辦公室和其他封閉的公眾地方禁止吸煙，會導致吸煙者到門外或室外去吸煙，把吸煙問題轉移到別的地方。在一些地域，禁煙的範圍擴展至大廈入口的一定距離； 也有人建議在擴大禁菸區時，必需廣設能確實防止二手菸影響非吸菸者的吸菸區，這樣才能有效的減少二手菸害。
英國卫生大臣約翰·里德提出了更嚴重的問題，就是吸煙者在公眾地方被禁止吸煙後，可能會在家吸煙，並吸得更多。 然而，下議院參考愛爾蘭的情況後，找不到證據支持里德的說法；而英國倫敦皇家內科醫學院發現無煙家居的數目從1996年至2003年間從22%上升至33%。
而一些數據顯示，禁菸及調高菸稅會讓吸菸者轉移使用尼古丁口香糖等替代產品。
而實際上，將空氣污染由室內轉移至室外，由市區轉移至郊區可以讓所有人都吸入更少污染物質，這也是為什麼發電廠、石化廠、工廠、焚化爐、機場都應該往郊區遷移的原因。
而另一個比較有力的說法是煙蒂污染，室外吸菸經常亂丟煙蒂，煙蒂不但含有尼古丁（對水生生物及昆蟲來說是大規模毀滅性武器，而相對高量的尼古丁對哺乳動物來說也有致命危機），更可能被許多動物誤食，因此室內禁菸將吸菸者趕往室外後反而增加煙蒂流入生態圈的問題。要解決這個問題，唯有嚴格處罰亂丟煙蒂者，甚至要執行「就算在室外，也只能在吸菸區吸菸」的政策。

### 若吸菸區能隔離二手菸害、不應禁止設立
許多法令規定一些場所必需全面禁菸或室內全面禁菸，例如辦公大樓、校園、機場、醫院等場所會因為法令的修改而取消（室內）吸菸區。
批評者認同禁止設立無法確實阻絕菸害的吸菸區，也認同老闆有義務讓雇員不會吸到二手菸（除非他自己去抽菸），也不會因為拒菸而失去發展機會；但也認為若這些場所能設立不會影響到所有非吸菸者的吸菸區時，就應該允許設立（室內）吸菸區；而且他們也指出設計良好室內吸菸區反而比許多室外吸菸區更能保護非吸菸者。
而吸菸區的設計除了不允許二手菸害外溢以外，還必須無法接近其他人才算是有效隔離；很多情況下必須只允許由許多小到只能容納一人的吸菸室組成的吸菸區，才能真正避免強迫進入吸菸區的問題；很多前例顯示，若允許公司設立吸菸區，吸菸區會成為非正式會議的場所，將會傷害不吸菸者的權益。
許多場所沒有設立吸菸區的原因不是法律禁止，而是成本高昂，但是低成本的吸菸區隔絕菸害的能力確實過低。
只是近來的研究顯示，吸菸者在戶外吸菸所受到的健康危害較在室內吸菸區吸菸低（也就是說全面禁止室內吸菸室也是保護吸菸者），而且要阻絕菸害需要的嚴格程度超過許多反菸者的想像，不是吸菸室無法社交就能解決的：例如廚房的抽油煙機無法完全阻隔菸害、菸害可以在吸菸過的室內保留相當長的時間、具有良好通風系統及隔離設計的吸菸室內也無法完全阻止菸害外洩、吸菸者身上的菸臭味就是具傷害性的菸害、在家吸菸也有可能傷害鄰居。

### 其他
自由意志主義者則以反對政府擴大其規管權力為由反對禁煙。
在西方，反對禁煙的人，例如藝人Joe Jackson和政治評論員Christopher Hitchens，則認為社會努力禁煙只是被跟社會脫了節的清教徒們誤導了。

## 各國/地区禁煙狀況
許多地方都已經限制吸菸，其中不丹完全禁止購買和吸食煙草。美國的一些州份有地區性禁煙法例，愛爾蘭和蘇格蘭也全面禁止在公眾地方吸煙。香港經大幅修訂的吸煙(公眾衞生)條例 也在2007年1月1日生效，大部份室內地方禁止吸煙，但一些場所獲准暫緩禁煙至2009年6月30日。2007年2月1日，法国正式开展公共场所禁烟行动，范围包括企业、行政单位等的工作地点，也包括商业中心、学校、医疗机构、剧院、火车站、飞机场、公交工具等场所。 歐盟則已經做出解釋，企業拒用吸菸者是合法的；不少美國企業也公開拒絕聘用吸菸者。

### 中国大陆
中國大陸已签署并批准了《烟草控制框架公约》，全境禁止未成年人购买及吸食香烟，许多地区亦订立地方法律法规以禁止在公共场合吸烟。但仍包括较高的吸烟人口，社交吸烟的需求，對二手烟危害普遍性的輕忽，国家的烟草专卖，烟草税是政府的重要收入来源之一等等；在中国大陸，许多明令禁止吸烟的如学校，电梯等地方都可以看到吸烟者。大多数餐馆虽然挂着“禁止吸烟”的标牌，然而仍纵容吸烟者吸烟，多数这样的餐馆也还在为吸烟者提供烟灰缸。还有许多司机都有过在驾驶中抽烟的危险行为。部分人士不顾场合吸烟的行为在许多时候造成了厌恶的情绪。
高層領導中的吸煙者不公開吸煙，中共中央總書記習近平的夫人彭麗媛也是禁煙大使。2013年12月29日，中办、国办还下发了《关于领导干部带头在公共场所禁烟有关事项的通知》，要求各级领导干部模范遵守公共场所禁烟规定，以实际行动作出表率，自觉维护法规制度权威，自觉维护党政机关和领导干部形象。领导干部带头控烟，为法律的有效落实奠定了基础。
中国大陸民用航班的机舱、动车组列车和少部分普速列车全面禁止吸烟，并在洗手间设有烟雾报警器，但大部分普速列车仍然设有吸烟处。
据《2014中国青少年烟草调查报告》，中国大陆吸烟者超过3亿，其中15岁以上人群吸烟率为28.1%，7.4亿非吸烟者遭受二手烟危害，每年有约140万人死于烟草相关疾病，约10万人死于二手烟暴露导致的相关疾病。而若不采取有效措施，到2050年每年死亡人数将突破300万。与其他已经批准实施2006年世界卫生组织《烟草控制框架公约》的国家相比，中国大陆在全国性控烟立法、烟草税率、烟包警示等方面差距明显。
中国大陸的烟草售卖管制度上，由中国烟草总公司和国家烟草专卖局管理，虽然政府明令禁止向未成年人售卖烟草，然而未成年人还是可以相当容易地通过便利店、小商铺甚至是大型超市等途径购买到香烟。即使青少年外表年龄明显不足18岁，大多数情况下也没有人要求他们出示可以证明年龄的身份证件或是拒绝售卖。许多长期吸烟者在15岁之前甚至12岁之前就已接触过香烟甚至已经成为习惯吸烟者。

### 香港

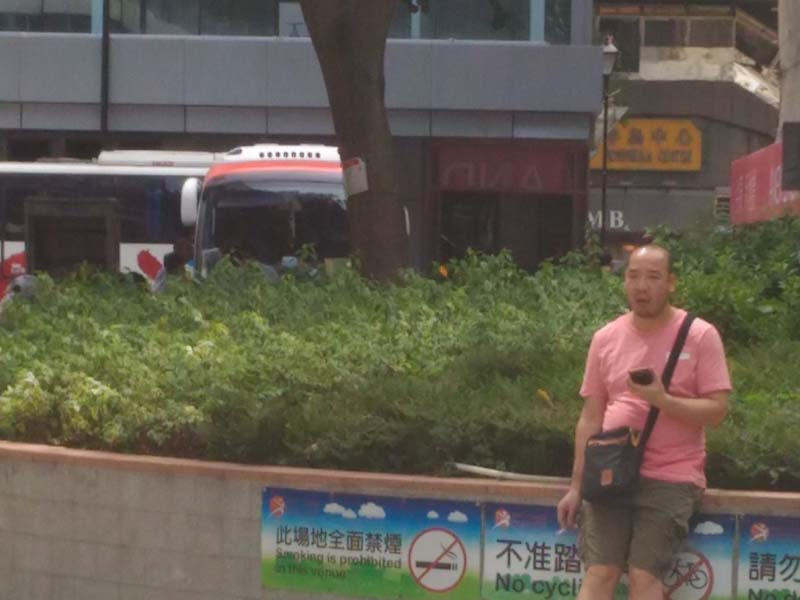
「此場地全面禁煙」宣傳海報讓市民容易識辨禁止吸煙區範圍

港英政府於1982年訂立《吸煙（公眾衞生）條例》，禁止在部分室內處所吸煙，規定任何人不得在電影院、劇院、音樂廳及公共升降機吸煙，之後擴大至公共交通工具（如：專營及非專營巴士、鐵路、纜車、小巴、的士、渡輪等）及機場客運大樓，吸煙或攜帶燃著的香煙、雪茄或煙斗都屬違法，違例者可被定額罰款港幣$1,500。1998年7月1日起，購物商場、百貨公司、超級市場、銀行、遊戲機中心亦被列為禁煙區。而於1982年至2009年8月期間，違例者可被最高罰款港幣$5,000，但由於是循簡易程序定罪，具體罰款金額會交由法院裁決，通常只會判罰港幣$800。
2006年香港立法會通過大幅擴大禁煙範圍，在餐廳、酒吧、公園、扶手電梯以至室內公共地方等，均會作不同程度的禁煙。禁煙令於2007年1月1日開始實施。違例吸煙人士改為實施定額罰款港幣$1,500，法例除衞生署的控煙督察及香港警務處外，亦授權食物環境衞生署、康樂及文化事務署及房屋署的執法人員和護衞員，在相關禁煙區執行法例。若違例吸煙人士拒絕在定額罰款通知書的指定限期繳交定額罰款，最高可罰款港幣$5,000和監禁一年。
除了違例吸煙以外，沒有把煙頭丟在指定的煙灰缸，也會被罰款港幣1,500元，但這個法例由食物環境衛生署執行，衛生署控煙酒辦公室並沒有管轄權力。事實上，香港街道行人路面，隨地亂拋的煙頭幾乎經常隨地可見。
現時控煙酒辦全職公務員編制為140人，即平均每分區不足8人。被拘捕而上庭的更是少之又少。2012年，控煙辦只檢控了8,198名香港市民。
2023年，香港醫務衛生局局長盧寵茂在回答有關如何打造無煙城市的問題時表示，公眾在減少吸菸方面有著重要作用，而警察在及時抓到吸菸者方面將面臨挑戰；吸菸對每個人的健康都是有害的，香港需要在社會中建立一種人們願意遵守法律的文化。盧寵茂建議，香港人應在禁菸區盯著吸菸者來勸阻吸菸行為，以在整個社會建立一種無煙文化。

### 臺灣
台灣自2009年1月11日起，三人以上公共場所全面禁止吸菸，大眾交通工具（含計程車）亦全面禁菸，由於室內吸菸室很容易有無法隔離二手菸害的問題，因此除旅館、商場、餐飲店和老人福利機構可以設室內吸菸室外，其他場所只能設置室外吸菸區。
這樣的禁菸措施已經引起一些吸菸者的不滿，並發動抗議，但實際上臺灣的法規對於拒菸權的保障仍過少。
2010年1月13日中午，時任國民黨秘書長金溥聰一通電話打給環保署長沈世宏，要求徹回送入立法院審議之開車騎機車及走路禁菸法案，當晚九點，環保署發布新聞稿撤回法案，被批評為干政，維護煙商利益，及剝奪人民走在路上不被迫吸二手煙的自由和人權。法案徹回後金溥聰更說了重話，指禁止邊走路邊吸菸，「這太超過，全世界、歐美國家也沒這樣規定」。金溥聰此一行為獲得當時衛生署長楊志良及董氏基金會董事長葉金川大力支持。2016年，葉金川獲頒「華人菸害防制貢獻獎」。

臺灣菸害防制的漏洞：
1. 集合住宅的室內公共空間尚未強制禁菸
2. 尚未限制私宅吸菸，會造成二手菸害流向鄰居
3. 室外經常全面不禁菸，例如室外餐廳及騎樓經常沒有規劃禁菸區
4. 為了避免二手菸害流向室內，門口一段距離內禁菸是必要的，但是並沒有立法；也因無法可管而無法執行
5. 並未要求警察取締違法行為（2015年4月後也取消了相關業務），也沒有給放任違法的店家足夠的處罰
6. 完全沒有調查政治人物是否有接受菸商及反對菸害防制人士的資助，這些資助都應該視為收賄
7. 菸價過低，走私氾濫
8. 執法強度不足

### 日本
傳統上日本是二手菸害的地獄，因為吸菸率高，許多公共場所的禁菸區形同虛設，不過日本傳統認為女性不該吸菸——當然，非吸菸者暴露在二手菸環境下其實跟吸菸一樣有害，而日本政客與日本菸草公司的關係也使得強制禁菸法案難以推行，日本雖然有推出禁菸法令、而且日本人頗為守法、但法令嚴格程度遠低於美國。
不過近來日本在禁菸方面已經有改善，包括吸菸室多有實體隔離，許多公共場所及餐廳已經要求全面禁菸，大幅下降的吸菸率（近來已跌破兩成）；也有公司公開拒絕聘用吸菸者，公司網頁上表示，吸菸員工會頻頻外出抽菸，減少生產力。
日本比較特別的是，因為東京街道禁菸令的關係，一些場所提供吸菸室但執行室外禁菸。
為了即將到來的2020年東京奧運會和殘奧會，日本厚生勞動省所欲立法、對吸菸者或設施管理者附帶罰則的規範，並在2016年檢討新法或《健康增進法》的修訂。

### 
韩国的成人吸菸率高，社會壓力也會逼人吸菸，許多男性是在當兵時學會抽菸；南韓的禁菸意識推廣較慢，禁菸法令的推行及執行比他國晚。
朝鮮曾經推出一系列的禁菸措施，包括禁止吸菸者就讀大學。

### 马来西亚
2005年1月起，禁烟区扩大至巴士、图书馆、祈祷或宗教场所、诊所、政府办公楼、密闭位公室、工厂以及酒吧、咖啡屋、夜总会、赌场等娱乐场所.
2014年11月起，全国112个高速公路休息站被列为禁烟区。
2016年1月1日起，禁烟区扩大至所有公园与国家公园。
2019年1月1日起，所有餐厅包括路边摊都全面禁烟，违规者将面对罚款1万令吉和坐牢的刑罚，业者则罚款2500令吉。但直至2022年起，马来西亚政府官员和执法单位执行不当并且不坚持维持，许多烟民依旧在室内及进食地区公然吸烟，导致诸多老人与小孩都成为二手烟受害者。

### 荷蘭
荷蘭的禁菸也在咖啡館執行，但是在咖啡館吸食不含菸草的大麻仍是合法的；這確實有科學根據，因為一些研究顯示，不含菸草的大麻煙、其致病性低於吸食菸草。

### 
澳大利亚是最早採取公共場所禁煙的西方國家之一。聯邦法案採取嚴格的法律限制所有公共場所（包括一些露天的公園以及遊樂場）全面禁煙。澳大利亚亦是世界上第一個採取簡化煙盒法案的國家，該法案規定不允許所有煙廠出產的香煙使用商標權，所有於澳大利亚售賣的香煙均採用完全白色的包裝，禁煙宣傳標語和圖像例外，法案已於2012年1月1日正式生效。

### 美国
在2011年12月，美國正式把禁煙擴展至全部區域，包括天橋、行人路、公園等不同的公共場所。有些公司則拒聘吸菸者，有些社區也規定私人領域同樣禁菸。
美國對潛艇官兵的血檢尿檢結果也顯示，潛艇裡面的吸菸室不能隔絕菸害，因此潛艇也全面禁菸。
美國社會（包括美國的青少年）對吸菸者的排斥是吸菸率降低的重要因素，例如美國保險公司很早就要求吸菸者誠實告知吸菸習慣，並繳交高額保費，否則將會拒絕給付醫療費，看似無情的作為、確實降低了吸菸率及二手菸接觸，也保障了弱勢者的權益。

### 古巴
雪茄大國古巴也開始擴大禁菸範圍，包括公共車輛、公共場所及工作場所，菲德尔·卡斯特罗早在1986年戒除雪茄，但是古巴仍然大量出口雪茄，卡斯楚認為菸草是毒藥，雪茄應該賣（或送）給敵人。

### 德国
2020年9月20日，德国联邦参议院终审批准了联邦众议院通过的一项法律。该法将逐步实施。从2022年1月1日起，不得在外墙、广告柱或候车庭等户外空间为烟草制品做宣传。同时也禁止举行户外活动时分送免费烟样品。

### 不丹
不丹完全禁止購買和吸食煙草，也是目前為止唯一的無菸國家，2004年通過全國禁菸法令，2010年正式實施，全國禁止製造、販賣香菸，僅允許癮君子繳納高額稅金進口管制數量的菸品，但在不丹境內，無論國民或旅客，都不得在一切公共場所吸煙，包括公園、商店、酒吧、餐館、政府辦公場所，以及露天市場等，違者最低罰款225美元，情況嚴重者甚至會被判刑。

### 澳門
根據第5/2011號法律與第13/2022號法律任何人出入境均禁止攜帶電子煙產品，違法者可被罰款四千澳門元。另外除機場及娛樂場可設吸煙室外，所有室內公眾場所全面禁煙；巴士站及的士站十米範圍內亦不准吸煙；在禁煙地點吸食電子煙亦屬違法，違法者最高可被罰款一千五百澳門元。

## 禁菸措施
禁菸不是分吸菸區及禁菸區就可以達到保護大眾的效果，若要能達到完整保護效果，除了吸菸區必須完全阻隔二手菸外，以下措施是必要的。

### 室內吸菸室
- 如果辦公室開放設立吸菸室，將會造成吸菸者進入吸菸室談話的問題，而非吸菸者只能選擇拒絕吸二手菸而減少發展機會、或為打入團體而忍受二手菸，因此許多法規規定辦公場所不得設立室內吸菸區。
- 若允許餐廳、酒吧、旅館、網咖、機場、車站、港口等場所設立吸菸室，則會出現必須有服務生及清潔人員進入吸菸區的問題。雖然說有許多高危險高傷害的工作存在、這些工作人員也常獲得高薪補貼；但合理的職場價值觀是雇主必須先做好預防措施以減少職場危險及傷害，做不到的部分才能以額外薪資補貼員工，所以這些場所常常被禁止設立室內吸菸區、或要求室內吸菸區必須有充足的換氣率、並在熄掉最後一根煙以後、抽風一定時間，工作人員才能進入清潔。
- 良好的吸菸室設立條件包括不得提供其他功能，以免非吸菸者被迫進入吸菸區。例如上網、用餐、談話等功能吸菸室絕對不應提供。
- 吸菸者在熄菸後的一段時間內，還是一個人形菸害散播器，增加吸菸區與辦公室的距離，可以減少菸害。
- 能完全阻隔二手菸害的室內吸菸區，建立及維護成本極高；即便是精心建置的吸菸室，仍不保證能避免二手菸害滲出吸菸室的問題；況且二手菸就算稀薄到無法聞出、也會有相當的傷害性。最有力的證據就是美國潛艇雖然有吸菸室及空氣淨化設備，血檢尿檢結果卻顯示不吸菸官兵仍受到不應許可的菸害，不如僅允許設立獨立建築的吸菸室、不然就在室外吸菸。
- 對吸菸者來說，室外吸菸比室內吸菸健康；而且若增加吸菸區與職場的距離，可以增加戒菸率。

### 私宅、車輛禁菸
- 美國已經有地方法規規定私人住宅內也必須禁菸，或公寓必須設立一定比例的禁菸區域，未來可能延伸成兒童及孕婦甚至非吸菸者居住的私人住宅就必須禁菸；這樣看似有干涉隱私權的問題，但是允許私宅吸菸會增加住宅的火災風險（尤其是當吸菸者越老，火災風險就越高），血液檢查結果也顯示，無菸家庭很容易受到抽菸鄰居的二手菸害[80]；目前多數法規對污染的控制都會在私人範圍內執行，因為這些污染會傷害到其他人的權益，且多數比二手菸輕微的污染早就遭到嚴格控制，並被趕出住宅區，如果獨漏二手菸這種高度空氣污染，會無法保護大眾；而「法不入家門」，正是家庭暴力加害者常見的藉口，在家製造二手菸，對其他非吸菸者的危害是家暴等級。[81]

- 美國也開始有越來越多的房東拒絕把房屋租給吸菸者，因為吸菸者除了會影響其他房客外，這些吸菸者在退租後，房東必須花費大筆金錢及工時清潔被二手菸污染的房屋。[來源請求]

- 一些國家已經規定如果私人車輛上有未成年者或孕婦，也必須禁菸。

### 長久禁菸及聘僱問題
- 由於菸害會在室內殘留很久，最多達數個月，因此禁菸區必須永久禁菸。[來源請求]

- 目前許多先進國家已經公開允許雇主拒絕雇用吸菸者（政府嚴格禁止職場歧視，但宣示拒用吸菸者不構成歧視），美國有醫院以定期血檢來確保能雇用到非吸菸者，其原因包括吸菸者可能會經常外出吸菸減損生產力、而且保險費用較高，而一些吸菸者（尤其是重菸癮者）會無視職場禁菸或在法律邊緣吸菸侵害他人權益。[來源請求]

### 室內禁攜菸品
這樣的規定才能確保禁菸令能確實執行，臺灣的大同公司在其公司、工廠及校園實施這樣的禁令：進入時要先將菸品及打火機交出保管，出去後才能領回。

### 禁止香菸添加劑、香料
- 吸菸及二手菸的嗆辣感及菸臭味可以說是一種警示性臭味，可以有效的降低吸菸率及增加大眾對二手菸的反感；菸商會在一些香菸內添加糖、薄荷等香料，藉此降低警示性臭味。因此泰國已經禁售這些不夠臭的香菸，美國也已經開始漸漸禁止在香菸內添加這些掩蓋菸臭的原料，FDA指出禁止薄荷煙效果極佳。

- 換句話說就是禁售涼菸、淡菸與水果菸，依照統計數據，最能受到保護的是女性及青少年，因為很多女性只會吸涼菸、而很多青少年是以涼菸為入門香菸。[82]

- 而美國也已經禁止宣傳淡菸、柔和型，也是基於類似的理由；依照研究顯示，減低香菸中的焦油無法降低傷害，因為香菸中的有害物質不只是焦油而已；而降低尼古丁會造成更大的危害，因為吸低尼古丁香菸會吸的更深而吸入更多有害物質。上述的觀點也可以證明，許多國家強制菸盒標示尼古丁及焦油含量，其實對國民健康有害的。

- 菸草內的放射性物質也可以在管制範圍內，菸草業有辦法減少菸草內的放射性物質，但他們一直都沒做；理論上，若強制執行，可以些微的減少香菸危害。

- 也有一種觀點是除了要禁售添加香料的香菸外，也應該禁售濾嘴香菸，因為使用濾嘴香菸會吸的更深，造成更難察覺的肺腺癌，而且嗆臭的菸味可以有效降低吸菸率[83]。

### 限制菸商廣告、遊說、政治獻金
對於菸品菸商廣告必須非常嚴格限制，例如禁止對菸品及菸商進行任何形式的置入性行銷，僅有菸商標誌就予以嚴格限制（即便是沒有菸品廣告），對於菸商販賣的同名商品及服務也視同菸品廣告予以嚴格限制（例如有必要禁止台灣菸酒公司進行任何廣告），禁止菸商贊助文化體育活動及政治人物（政治人物收受菸商及反對加強菸害控制者的金錢就以貪污論處，避免政治人物反對嚴格的禁菸法案），而最好是菸品本身就禁止廣告性標示等。
一些統計數據顯示，當在電影及卡通畫面執行禁菸後，青少年的吸菸率會下降，而做成香菸形狀的甜點對降低吸菸率也有危害。

### 強制菸品以負面形象包裝
許多法令強制菸品採用負面形象包裝，有幾種負面包裝形式，使用越多形式效果越好：
- 警告文字，但不得使用「吸菸過量有礙健康」這種暗示少量吸菸無害的文字，应该使用「吸菸及二手菸是重大疾病風險」這類警示文字，而“吸菸會造成陽痿”這種文字效果更佳。
- 大面積噁心的警告圖片。
- 素包裝。
- 菸品去商標化。

### 醜化、排斥吸菸者
無論吸菸或戒菸都有傳染性，如果能讓吸菸成為不受歡迎的行為，則戒菸率會大幅提高；美國吸菸率的下降，有一部分可以歸功於「除了最貧窮階級的群體外，人們都會因為吸菸而被排斥、更不受尊重，青少年吸菸也成為被同儕排斥的有效手段」。
在1930年前後，台灣曾經在鴉片吸食上上演類似劇情：在此之前，在台灣的高級社交場所、鴉片吸食之廣泛就如同現代社會有識之士所厭惡的社交菸（同一時代的中國，風氣也是如此），當時日本警察是在這種社交場所找麻煩，阻止未成癮者進入這種場所、以免他們染上鴉片癮，但是當台灣人對吸鴉片的厭惡高過社交慣性時，台灣輿論就突然支持禁絕鴉片，台灣總督府迫於壓力而提供大量的戒癮醫療、並成功的讓許多人脫離鴉片癮。總而言之，本來是台灣總督府在宣傳鴉片危害（日本政府對鴉片的禁止速度雖然過於緩慢，但至少比台灣人更積極的反對台灣人吸鴉片），卻在數年內轉為台灣人要求總督府提供戒癮治療（台灣人要求日本政府採取更有力的措施來加速鴉片禁絕）。
近來在美國的統計數據顯示，美國青少年曾經吸菸的比率一直下降，已經低於曾接觸大麻的比例，這代表美國青少年已經開始認為菸草的危害超過大麻。

### 高菸價
實例證明，高菸價可以降低青少年及弱勢者的吸菸量及吸菸率（雖然高菸價對主流及強勢族群影響較小，但他們也是較早認同菸害觀念者，因此吸菸率較早下降），在短期內就可以減少菸品銷售量，長期實施後可以降低吸菸人口；必須讓菸價高於長期接受戒菸治療（如尼古丁替代療法）的成本，這樣許多吸菸者會為了省錢而選用尼古丁替代療法。

### 強制戒菸、反菸宣傳
- 冰島提議，吸菸者必須年滿20歲、取得醫師證明戒菸治療失敗者，且無法斷絕菸癮，才能到藥局購買香菸。[87]

- 針對青少年的反菸宣傳，會讓青少年認為吸菸代表成熟，因此許多菸商會熱衷於針對青少年進行反菸宣傳，這樣的反菸宣傳反而是向青少年促銷香菸。[88]

- 2017年9月至11月，中国大陆知名社交平台新浪微博与社交软件腾讯QQ（手机版）应北京控烟协会建议将“酷”与“悠闲”表情中的吸烟形象撤除[89][90]，降低对公众的影响。

### 室外禁煙

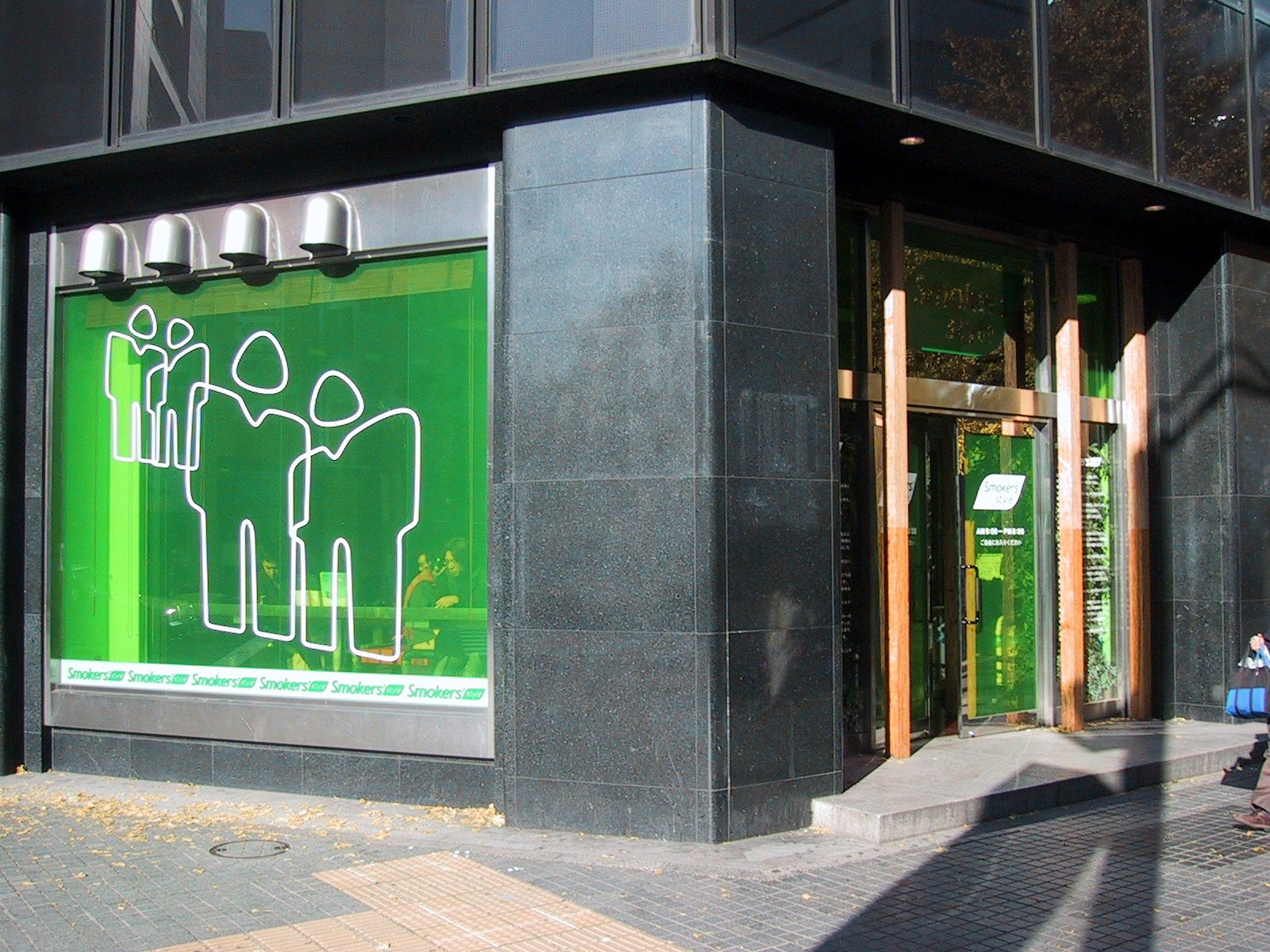
東京某些區域禁止在街上吸煙，煙民因此要「撤退」到吸煙室。

在空曠的室外，一般人遠離吸菸者，因此二手菸危害很低；但在擁擠的室外及室外運動場所，一般人難以避開二手菸，二手菸危害不亞於室內；甚至一些建築物的邊緣及門口若不禁菸，二手菸會流向室內。況且在手持菸行走的情況下，會有燙傷人的危險性。因此室外場所的特定區域及一些擁擠室外場所，也有強制禁菸的必要性。
但也有連室外也要只允許吸菸區吸菸的觀點，因為二手菸無法通過許多廢氣排放排放標準，而且亂丟煙蒂會造成生態浩劫。
在臺灣，公園及運動場所很早就被規定禁菸（但可以設立吸菸區）；而在一些定立嚴格室內禁煙條例已經很長時間的地方，已開始試驗在特定情況下禁止於戶外地方吸煙，特別是在公共或政府擁有的空間。被視為禁煙政策先驅的美國加州亦已定立一些室外禁煙條例。
自2002年十月起日本東京千代田區禁止在街上吸煙，該區的政府工作人員會在街上巡邏，並對違例者發出2000日圓的罰款。根據日本煙草公司指出，日本全國有60個市設有禁止或不鼓勵在街上吸煙的措施，受影響人口佔全國10%。不過其中只有三個市會對違例者罰款。
而香港亦於2007年1月1日起禁止在一些政府機構管理的室外公共場所及空間吸煙，例如運動場、公園（某些公園設有吸煙區）、泳灘、學校、醫院等。

### 產業轉型
控制任何毒品的必要手段就是減少產量，保護公眾不受二手菸害的根本手段也是減少菸草生產，例如中國就知道如果中國想要推行禁菸，就得要想辦法讓菸農可以依靠其他作物獲利，也要解決菸業從業人員的轉職問題。

## 禁煙以外的方案

### 獎勵自願禁煙的機構
一些地方的禁煙酒吧和餐館的數目太少，難以提供充足的無煙環境，造成非吸菸者進入吸菸區的危害。為了鼓勵商戶禁煙，一些專家和政客支持向那些無煙商戶發放免稅額和其他財政獎勵。在美國首都華盛頓哥倫比亞特區議會討論相關立法的會議上，市議員Carol Schwartz動議立法向自願禁煙的店鋪發放可觀的免稅額，或者大幅度提高酒吧和餐廳的吸煙牌照費。這個政策的支持者指出這樣能夠給予喜歡無煙環境的顧客和員工更多選擇，而不侵犯商戶的權利。反對者認為只有全面禁煙方可真正保護顧客和員工。

### 可轉讓吸煙污染牌照
威斯康星大學麥迪遜分校的Robert Haveman和John Mullahy教授提出可轉讓吸煙污染牌照的建議。這是其中一些經濟學家用以解決吸煙的外部成本的方案，就如美國環保局近年成功處理其他污染物排放的排放權牌照制度。
「出售排放權」制度受一眾經濟學家歡迎，認為這是個「市場為本」，在政府直接管制以外的政策選擇，而且它可以較低成本減少污染，亦可減低行政成本。然而，這建議亦不適用於所有情況，而且對於吸煙的利益和成本分析也不足。
可轉讓吸煙污染牌照可以這樣實行：由立法者決定一個特定區域的最佳可吸煙場所數量。把這些可吸煙場所依據防火條例的可容納人數（fire occupancies）加起來，就等於該地區吸煙牌照的總數。然後這些牌照會公開拍賣，如希望自己擁有的場所容許顧客吸煙，物業擁有人就需要擁有相等於其場所可容納人數總數的吸煙牌照。基本上可以這樣說，一張吸煙牌照代表了一個物業佔用者（例如一名顧客）所佔用的空間裏的清新空氣的擁有權，要讓整個場所合法地容許顧客吸煙，場所擁有人就需要購得該場所裏全部清新空氣空間的擁有權。擁有牌照的場所或機構可將剩餘沒用的吸煙牌照在公開市場出售予其他可吸煙場所或機構。

### 強力通風
菸草業認為強力通風可以大幅減少甚至消除二手煙害，因此應該採用通風系統來取代禁菸。
在一些地方，通風可以取代全面禁菸，但不能取代禁菸；這些法規會要求吸菸區的通風要符合一定標準，以免禁菸區遭到二手菸污染、並保障吸菸室能在熄菸後的短時間內將二手菸害抽除（以保護進入清潔的人員）。
但是這有以下問題：
1. 光是要有效減少二手菸害外流到禁菸區通風系統，就有高成本及高複雜度的問題，如果通風系統要能減少吸菸區的二手菸害，就更昂貴了；不過僅允許具有強力通風的吸菸區，可以成為增加無菸害場所的有效方案：依照義大利的實例來看，如果法律規定吸菸室只能在有強力通風的情況下設立，那許多場所仍會選擇全面禁菸。
2. 近來，美國出現一個具有里程意義的報告指出：即使是使用精心建置的通風系統和吸菸室設計，對於防制二手菸害仍是失敗，其原因是二手菸的最高安全濃度為零。[94]

### 商家必須全面禁菸或全面允許吸菸
如果商店、餐廳、娛樂場所等商家分隔吸菸區及禁菸區，則該家商店的顧客可以享受拒菸權、但服務生/店員沒辦法享受拒菸權。若無法完全執行商家全面禁菸，則不如要求商家只能在全面禁菸或全面不禁菸中做選擇、並明顯標示，這樣員工及顧客就可以自行選擇禁菸商店或吸菸商店，而不會有顧客享有拒菸權、但員工沒有拒菸權的現象。
但這樣的規定仍須有許多配套措施才能不侵害拒菸權，例如吸菸商家必須禁止未成年者及孕婦進入、吸菸商家的總量、營業項目及營業時間限制等。
更佳的配套措施為，允許吸菸商家僅聘用吸菸者，甚至強制商家禁止非吸菸者進入工作消費；而「必須全面禁菸或全面允許吸菸；但若允許吸菸，則未成年者、孕婦甚至非吸菸者禁止進入」的規定；而且禁菸與否最好是以建築物為單位，這是因為菸害會由管線及牆壁的漏洞擴散至整個建築物。

### 無煙菸品
使用電子菸、鼻菸、嚼菸、口溶菸等產品來取代吸菸，可以減少甚至避免二手菸對旁人的危害，這些產品對使用者的傷害也有可能較低（流行病學顯示，瑞典口含菸很可能危害較低）；但許多研究顯示很多無煙菸草的對使用者的危害仍很高，不如長期使用尼古丁替代療法（主要是製程及品管的問題，減少香菸的有害物質幾乎不可行、減少無煙菸草的雖然是可行的，但不一定會實踐），而且無煙菸品也可能讓本來不吸菸的青少年接觸菸草（因為對二手菸害的厭惡阻止了許多人接觸吸菸），更有可能造成兒童誤食，一些研究也顯示，電子菸仍會製造二手菸。因此新加坡反而加強查緝無煙菸品。

### 鼓勵甚至強制設立隔離良好的吸菸區
菸稅大多用來挹注醫療保險，其精神為污染者付費及自付醫藥費；另外也大幅禁止菸商廣告。但如能以菸稅補貼吸菸區成本、並允許菸商支付吸菸區成本（或是在吸菸區內部買廣告），則可以增加吸菸區數量；只要規定吸菸區必須有效隔離二手菸害（有效隔離的定義包括以各種軟硬體設計來保障非吸菸者不需要進入吸菸區），配合上密集的吸菸區，就可以大幅減少社會成本及受害者數目。因為這樣才能確保禁菸法律有效執行。
甚至也有人提出「室外禁菸、室內吸菸」的建議，也就是說鼓勵設立合格吸菸室，但除了吸菸室以外的吸菸行為全都違法，此時只要控制好吸菸室就可以完全阻絕二手菸及菸蒂的污染。
但吸菸區成本高，尤其是能有效減少二手菸害的吸菸區成本更高，即便是認真稽核吸菸室的隔離能力，室內吸菸室仍會有微量但仍有害的二手菸洩漏出來；而若是以吸菸者的健康及減緩三手菸問題為考量，室內全面禁菸、或僅允許獨立建築的室內吸菸室仍有一定幫助。

## 禁煙的影響

### 煙草使用
英國菲利浦莫理斯煙草公司於1960年發表報告《工作場所禁止使用及發生的影響（Impact of Workplace Restrictions on Consumption and Incidence）》，總結其對於禁煙政策所做成的影響的長期研究結果，指出完全禁止在工作場所吸煙嚴重影響煙草行業的銷售量。面對這種禁制的煙民使用煙草的數量比整體煙民的平均數字低11%至15%，而這群人中的戒烟人數比率較平均高84%。

### 商業
雖然抗拒禁煙的通常是害怕因客人減少而蒙受經濟損失的商戶，但一些研究似乎可以讓他們安心。
一份2003年出版的報告綜合了97個有關禁煙對餐飲業經濟影響的研究，指出所有設計得最好的研究都發現餐廳和酒吧的無煙政策對銷售和就業都沒有負面影響，或有正面影響。

#### 澳洲
一份悉尼的研究發現在密閉場所禁煙後，到酒館和俱樂部的人口比例上升了。

#### 愛爾蘭
在愛爾蘭，主要的反禁煙力量來自酒館(Pub)老闆，還有少數的酒館顧客。愛爾蘭的工作場所禁煙本意為防止被動吸煙，特別是要保護雇員。自禁煙實行以來基本上人們都接受(有指這不過是因為違例罪款很重)，部份原因是有能力的酒館都因禁煙而設立室外空間(包括有一定程度遮蔽有暖氣的地方)。政府和大部份人都視此為成功，同時很多其他歐洲國家都考慮類似的立法。在北愛爾蘭，關注公眾健康的遊說團體也曾遊說政府實施類似的禁制。
愛爾蘭煙草控制辦公室的網頁寫道：「評估了正式的餐飲業資料後，發現實行這做法(禁煙)並沒有帶來負面經濟影響 (2004年三月於全國酒吧、餐廳等地禁煙)。經歷連續四年的下跌後，酒吧業在上一季度(年度比較)的零售業績在體積(volume)上有上升。這行業的顧員人數……比前一季上升1,400人。這代表了自2002年第二季以來最顯著的一次季度增長。」 因此，即使在煙民比例相對較高的國家，禁煙似乎對酒吧及餐廳生意並沒有負面影響。同時，有指禁煙是數以百計郊區酒館結業的重要因素，2006年的酒吧牌照更新數字比2005年減少接近440個。

#### 英國
2007年九月，日本煙草公司宣佈關閉威爾士首府加地夫的雪茄工廠，讓該市損失184個職位。而同時日本煙草把運作搬到北愛爾蘭，製造95個職位。該公司指關閉工廠是因為自1999年來煙草銷售下跌了50%，而禁煙是這下跌的主因。 威爾士是在2007年四月二日實施禁煙的。
威爾士實施禁煙六個月後，代表威爾士酒館經營者的許可食品供應者協會(Licensed Victuallers Association)指酒館損失了最多20%的生意。協會說一些商戶正在結業的邊緣，其他則已經結業了，而且對營業額能回到禁煙前的水平並不樂觀。
英格蘭禁煙後的三個月，擁有Mecca Bingo廳和Grosvenor賭場的The Rank Group表示，加上限制500英鎊角子老虎機數量的2005年賭博法，禁煙的實行對他們的利潤有損害。
禁煙後Bingo廳顧客減少600,000人。有報告指因為禁煙對收入的負面影響，加上政府的稅務規定，三分一的Bingo廳正面臨結業。
代表全英國釀酒廠的英國啤酒與酒館協會(British Beer and Pub Association - BBPA)指啤酒銷售正處於1930年代以來的最低位。協會把2007年銷售下跌7%歸因於禁煙。
根據酒館和酒吧商業雜誌The Publican所進行的一項調查，預期會因禁煙而來的銷售上升並沒有發生。雜誌在英國問卷調查了303所酒館，發現2007年顧客平均在食品和飲品上花費14.86鎊，比2006年少了一便士。

#### 美國
在美國，煙民及餐飲業起初指商業會因禁煙而有所損失。一些餐廳指禁煙會增加吃霸王餐的數字，因為顧客會藉口出外吸煙但實際上是想離開。但即使是這樣，禁煙會減少顧客的逗留時間，每張桌的週轉率(turn-over)會增加，最終銷售額會增加。特拉華州、紐約州、加利福尼亞州和佛羅里達州的經驗指出多數商戶都能在禁煙中存活下來(而很多餐飲業的盈利有上升)。根據2004年的Zagat Survey，對30,000名紐約市的餐廳顧客進行調查後，發現在6比1的比例下，多數人說他們因為禁煙而多了到外面吃飯。. 一份2006年的美國醫事總署研究評論提出商戶生意其實可能有改善。. 因此，各個研究基本上指出商戶收入在禁煙後能維持穩定，甚至有改善，而很多顧客都喜歡改善了的空氣質素。
2003年紐約市修改了反吸煙法例，把所有餐廳及酒吧，包括在私人俱樂部裏的，納入規管中，成為全國最嚴厲的同類法例。該市的衛生當局在2004年的研究中發現，在禁煙生效後餐廳和酒吧的空氣污染程度下跌六倍，而紐約市民對工作場所二手煙的報告亦減少了。該研究亦發現在禁煙下該市的餐廳和酒吧生意有增長，職位、酒牌和稅收都有增加。 而2006年紐約州的研究發現類似結果.
但有一個反禁煙的網誌就指出"明尼亞波利斯和聖保羅區的經驗顯示，在禁煙實施後的2005年4月到2006年4月期間，73個商戶結業，而前一年的數字是15個"。

### 健康
於2003年實施禁煙後的頭18個月，美國科羅拉多州普埃布羅市(Pueblo，Colorado)的醫院所接收的心臟病病人減少了27%，而其鄰近沒有禁煙的城鎮則沒有出現變化。美國心臟協會指出：「最可能的原因是會觸發心臟病的二手煙的影響減低了。」
實施禁煙的其他地方也陸續發現類似的情況。英國鄧迪大學的研究員發現在禁煙兩個月後酒吧員工的健康有顯著改善。他們在禁煙前一個月測試酒吧員工的肺功能和炎症指標(inflammatory markers)，然後在禁煙實施後兩個月再測試。發現顯示被動吸煙的徵狀的數字從超過80%降至不足一半，血液內尼古丁含量減少，而肺功能亦改善了大概10%。

## 世界衛生組織全球煙草流行問題報告
世界衛生組織 2008年2月7日發佈新的數據，表明雖然取得進展，但沒有哪一個國家充分執行全部關鍵的煙草控制措施，同時概述了有關方針，供各國政府採納，以防止到本世紀中期數千萬人過早死亡。世界衛生組織在一份新報告中，對全球煙草使用和控制努力首次作出全面分析，發現只有5%的世界人口生活在通過任何一項減少吸煙率的關鍵措施充分保護其民眾的國家中。報告還披露，世界各國政府每年徵收的煙草稅要比其在禁止吸煙努力方面的開支高出500倍。報告認為，煙草稅，作為最有效的一項戰略，可在幾乎所有國家大幅度提高，提供可持續籌資來源，用以實施和執行建議的方針，也即稱為MPOWER的一籃子六項方針。
MPOWER六項戰略為：
1.監測煙草使用和預防政策
2.保護民眾不接觸煙草煙霧 
3.為戒除煙草使用提供幫助 
4.警示煙草危險 
5.執行禁止煙草廣告、促銷和贊助的規定 
6.提高煙草稅 
報告還記載了煙草流行轉向發展中世界，預計到2030年，每年將有800多萬例與煙草有關的死亡，而其中80%預計將發生在發展中世界。
報告說，這一轉移是由於全球煙草業改變戰略，將目標指向發展中世界的青年人和成人，導致每年有數百萬人染上致命的煙癮。報告尤其強調以青年女性為目標是“煙草流行加劇最為不祥的潛在事態發展”之一。
世界衛生組織根據179個會員國提供的資訊彙編的全球分析，為各國政府和其它團體厘定了一個基準，可據以監測今後一些年遏制煙草流行的努力。MPOWER一籃子計畫為各國描繪了一個路線圖，幫助它們履行其對《世界衛生組織煙草控制框架公約》承擔的義務，該公約是受到廣泛擁戴的全球煙草公約，已於2005年生效。
世界衛生組織還與全球夥伴合作，加強其對各國執行這些戰略提供的幫助。
報告的其它主要發現包括：
全球人口只有5%受到國家全面禁煙法的保護，40%的國家仍然允許在醫院和學校吸煙； 
世界人口只有5%生活在全面禁止煙草廣告和促銷的國家中； 
只有占世界人口6%的15個國家規定了煙草包裝上的圖示警告； 
只有涵蓋世界人口5%的9個國家可充分獲得治療煙草依賴的服務； 
在中等收入國家，煙草稅收入要比煙草控制開支高出4000倍，在低收入國家則高出9000倍。高收入國家徵收的煙草稅要比它們在煙草控制上的開支高出大約340倍。 

## 相關
- 女性化

## 外部連結
- 為什麼85%吸菸的人不會得肺癌？教授揭吸菸者得肺癌機率
- （英文）Americans for Nonsmokers' Rights and the ANR Foundation web site （页面存档备份，存于）
- （英文）Canadian Council for Tobacco Control
- （英文）Clearing the Air Scotland Scottish Executive site established to provide information on Scotland's smoke-free legislation
- （英文）EGO-T  - Electronic Cigarette
- （英文）Global Smokefree Partnership （页面存档备份，存于） A multipartner initiative which promotes effective smokefree air policies worldwide
- （英文）Hong Kong Tobacco Control Office
- （英文）Irish Government's Office of Tobacco Control
- （英文）State Tobacco Laws （页面存档备份，存于） from the American Cancer Society
- （英文）Smoke Free Wales （页面存档备份，存于） Information on the smoke free legislation in Wales provided in both English and Welsh language
- （英文）A Wikicity encouraging people not to smoke （页面存档备份，存于）
- （英文）World Health Organisation (WHO)  （页面存档备份，存于） - on Tobacco